# Eleven Arrows Football Club
L’Eleven Arrows Football Club è una società calcistica di Walvis Bay, in Namibia. Milita nella massima divisione del campionato namibiano. Disputa le partite interne nello Stadio Kuisebmund (4.000 posti), situato nella zona centrale di Walvis Bay.

## Palmarès
- Campionati namibiani: 1

1991
- Coppa della Namibia: 1

2011

## Performance nelle competizioni CAF
- CAF Champions League: 2 partecipazioni

1992